# Ulrich Schläpfer
Ulrich Schläpfer (Trogen, 1580 – Trogen, 23 settembre 1651) è stato un politico svizzero.

## Biografia
Probabilmente figlio di Jörg Schläpfer, primo fabbricante di tele di lino nell'Appenzello Esterno e oste, e di Katharina Brenter. Fu verosimilmente fratellastro di Pelagius Schläpfer. Sposò prima del 1606 Katharina Sonderegger, e dopo il 1621 sposò Kathrina Koller. Schläpfer lavorò forse come fabbricante di tele di lino e oste. Forte del prestigio del padre, fu eletto alle più alte cariche politiche. Dal 1618 fu "capitano" o sindaco di Trogen, dal 1621 al 1646 fu Vicelandamano di Appenzello Esterno, Landamano dal 1642 al 1646, e inviato alla Dieta federale dal 1646 al 1651.
La sua elezione alla massima carica del cantone fu una dimostrazione di forza del più popoloso Vorderland nei confronti dell'Hinterland. Schläpfer fu un oppositore del cosiddetto principio di rotazione, introdotto nel 1647, che avrebbe dovuto mitigare le rivalità tra le due regioni. Suscitò critiche il suo comportamento nella lite del 1651 riguardante l'ubicazione della chiesa del Kurzenberg, in cui cercò lo scontro con l'Hinterland schierandosi con vigore per la collocazione a Heiden.